# Oh Ban-suk
Dans ce nom coréen, le nom de famille, Oh, précède le nom personnel.
Oh Ban-suk (en coréen : 오반석), né le 20 mai 1988 à Gwacheon en Corée du Sud, est un footballeur international sud-coréen, qui évolue au poste de défenseur central. Il joue actuellement dans le club du Jeju United.

## Biographie

### Carrière internationale
Il est convoqué pour la première fois en équipe de Corée du Sud par le sélectionneur national Shin Tae-yong, pour un match amical contre le Honduras le 28 mai 2018. Lors de ce match, Oh Ban-suk entre à la 71e minute de la rencontre, à la place de Jung Seung-hyun. Le match se solde par une victoire de 2-0.
Le 2 juin 2018, il fait partie de la liste des 23 joueurs sud-coréens sélectionnés pour disputer la Coupe du monde de 2018 en Russie. Il ne dispute aucune rencontre durant le tournoi.

## Palmarès

### En club
- Vice-champion de Corée du Sud en 2017 avec le Jeju United

### Distinctions personnelles
- Nommé dans l'équipe type de la K League en 2017

## Statistiques
| Saison                | Club                  | Championnat           | Championnat | Championnat | Coupe(s) nationale(s) | Coupe(s) nationale(s) | Compétition(s) continentale(s) | Compétition(s) continentale(s) | Compétition(s) continentale(s) | Corée du Sud | Corée du Sud | Total | Total |
| Saison                | Club                  | Division              | M.          | B.          | M.                    | B.                    | Comp.                          | M.                             | B.                             | M.           | B.           | M.    | B.    |
| 2012                  | Jeju United           | K League              | 25          | 1           | 3                     | 0                     | -                              | -                              | -                              | -            | -            | 28    | 1     |
| 2013                  | Jeju United           | K League              | 30          | 1           | 1                     | 0                     | -                              | -                              | -                              | -            | -            | 31    | 1     |
| 2014                  | Jeju United           | K League              | 36          | 0           | -                     | -                     | -                              | -                              | -                              | -            | -            | 36    | 0     |
| 2015                  | Jeju United           | K League              | 34          | 1           | 2                     | 0                     | -                              | -                              | -                              | -            | -            | 36    | 1     |
| 2016                  | Jeju United           | K League              | 16          | 1           | -                     | -                     | -                              | -                              | -                              | -            | -            | 16    | 1     |
| 2017                  | Jeju United           | K League              | 33          | 2           | -                     | -                     | LCA                            | 4                              | 0                              | -            | -            | 37    | 2     |
| 2018                  | Jeju United           | K League              | 12          | 1           | -                     | -                     | LCA                            | 1                              | 0                              | 2            | 0            | 15    | 1     |
| Total sur la carrière | Total sur la carrière | Total sur la carrière | 186         | 7           | 6                     | 0                     | -                              | 5                              | 0                              | 2            | 0            | 199   | 7     |